# Le Service des affaires classées
Le Service des affaires classées est une série télévisée franco-canadienne en treize épisodes de 26 minutes créée d'après un recueil de nouvelles de Roy Vickers, diffusée à partir du 2 juin 1969 à la Télévision de Radio-Canada et à partir du 27 juin 1970 sur la deuxième chaîne de l'ORTF.

## Synopsis
Cette série met en scène les inspecteurs Tarrant et Ascain qui, au sein du service des affaires classées, tentent de retrouver les criminels d’affaires non résolues. 

## Distribution
- Benoît Girard : Tarrant
- Roger Pelletier : Ascain
- Marcel Bozzuffi
- Michel Creton
- Jacques Duby
- Mary Marquet
- Mario Pilar : le commissaire Thonon (épisode "Le Nécessaire en écaille")
- Jacques Verlier

## Épisodes
1. Un fusil à longue portée
2. Cette pauvre Gertrude
3. La Poudre aux yeux
4. Le Nécessaire en écaille
5. Une chance sur un million
6. Les Béguines
7. L'Ennemi intime
8. Le Bonheur parfait
9. Le Coffre aux souvenirs
10. Le Cilice
11. Marion
12. Un chien de sa chienne
13. Le Coffre

## Commentaires
Tout comme Columbo, cette série dévoile, dès le début des épisodes, le crime et son coupable.